# Dasypoda altercator
Dasypoda altercator là một loài ong trong họ Melittidae. Loài này được Harris miêu tả khoa học đầu tiên năm 1780.